# Ministerium lorda Bath

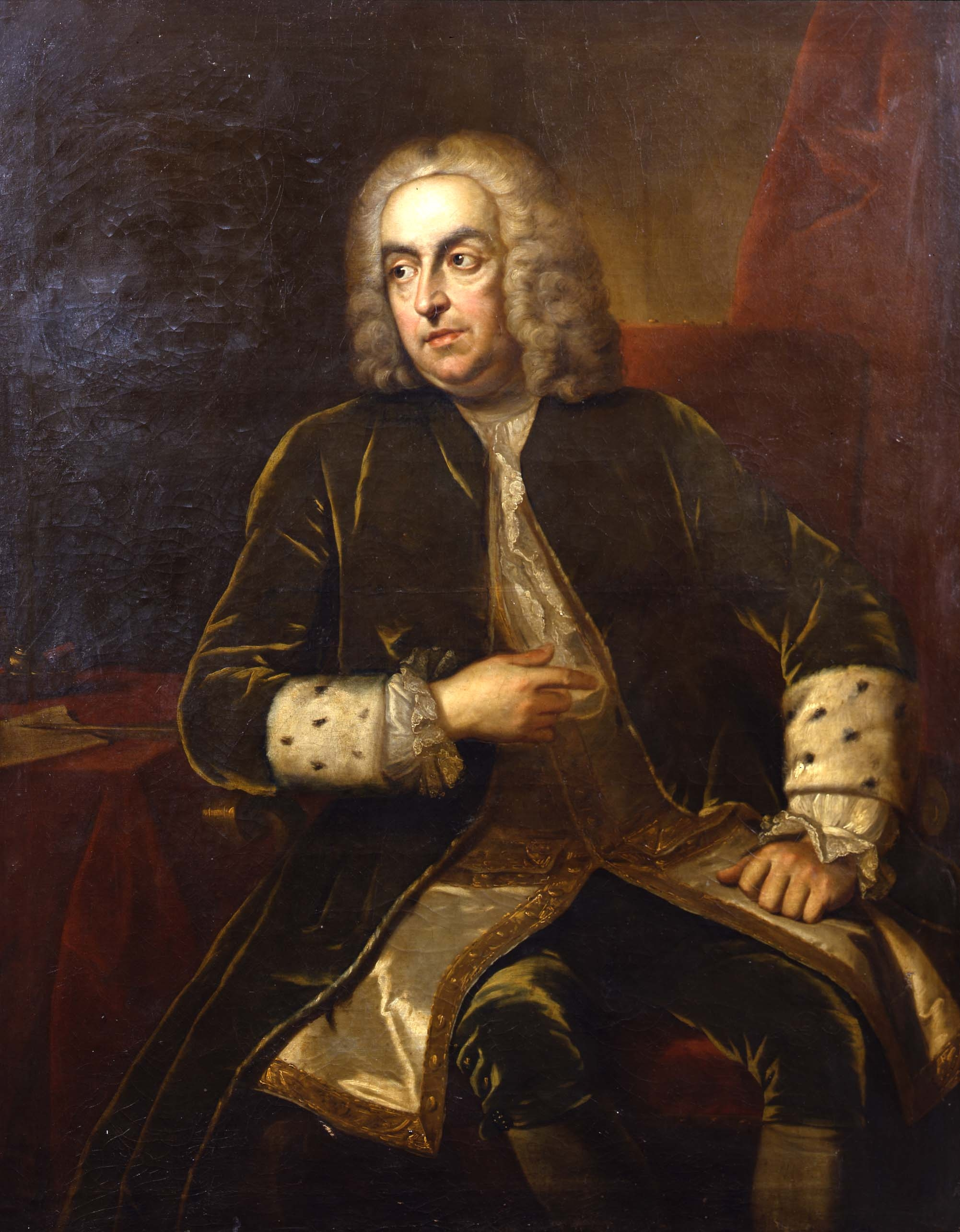
Hrabia Bath, pierwszy lord skarbu

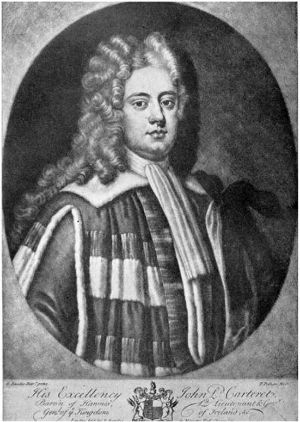
Hrabia Granville, minister południowego departamentu, minister północnego departamentu

Po dymisji rządu Henry’ego Pelhama 10 lutego 1746 r. misję utworzenia nowego rządu otrzymał William Pulteney, 1. hrabia Bath. Misja ta zakończyła się niepowodzeniem. Bath zrezygnował z tworzenia gabinetu już 12 lutego, nie obsadziwszy jeszcze większości stanowisk. Na stanowisko premiera powrócił Pelham.

## Skład gabinetu
| Urząd                                                               | Imię i nazwisko                    | Kadencja |
| ------------------------------------------------------------------- | ---------------------------------- | -------- |
| Pierwszy lord skarbu                                                | William Pulteney, 1. hrabia Bath   | 1746     |
|                                                                     |                                    |          |
| Lord tajnej pieczęci                                                | Henry Howard, 4. hrabia Carlisle   | 1746     |
| Minister południowego departamentu Minister północnego departamentu | John Carteret, 2. hrabia Granville | 1746     |
| Pierwszy lord Admiralicji                                           | Daniel Finch, 8. hrabia Winchilsea | 1746     |